# 溝坪里
溝坪里位於臺灣高雄市內門區，北邊是金竹里，東邊則是杉林區的杉林里，南邊大致隔著溝坪溪與永興里接壤，且與永吉、內興二里相接，至於西邊則與臺南市南化區東和里為鄰。該里地形東西兩邊都有高山聳立，中間是平地，但溝坪溪從中間穿過將之切割。而溝坪國小西北側的平地據說在清代曾設有公館，又稱「下公館」。

## 聚落
- 溝坪
- 頭社
- 牛寮
- 王爺崙
- 水泉
- 韭菜崙
- 水坔

## 宗教信仰
- 興天宮
- 樹龍宮
- 華山紫南寺
- 華園紫蓮寺
- 廣興張公聖君廟
- 華山紫玄宮

## 學校
- 高雄市內門區溝坪國民小學（附設有幼稚園）

## 農特產
該里以鳳梨、泰國芭樂、荔枝、龍眼及龍眼花蜜等為農特產。